# Élection présidentielle libérienne de 1863
L'élection présidentielle libérienne se déroule en mai 1863. Le vice-président, Daniel Bashiel Warner, est élu à l'unanimité.

## Résultat
Daniel Bashiel Warner, vice-président de Stephen Allen Benson, est élu sans grande opposition.